# اوا گرلیچ
اوا گرلیچ (۲۰ ژوئیه ژوئیه ۱۹۲۰ – درگذشته ۳۱ ژوئیه ۲۰۰۸) روزنامه‌نگار و نویسنده کروات، مادر کارگردان و تهیه‌کننده مشهور کروات، رایکو گرلیچ بود.

## سنین جوانی و تحصیل
گرلیچ در بوداپست در خانواده ای یهودی به دنیا آمد. پدرش اسکار (اوسیاس) جشوا ایزرائیل، یهودی سفاردی و مادرش کاتیکا کلینگنبرگ، یهودی اشکنازی بود. او زبان لادینو و آداب و رسوم یهودی را آموخت. گرلیچ زبان مجاری را از مادرش وزبان بوسنیایی را از پدرش آموخت. او دوران کودکی و نوجوانی خود را در سارایوو گذراند. گرلیچ قبلاً در سالهای نوجوانی خود متمایل به جوانان چپگرا در سارایوو بود و با آنها به تورهای سازمان یافته یا اسکی زمستانی رفت. به زودی او تأثیر خودکامگی پادشاهی یوگسلاوی قبل از جنگ را احساس کرد، زمانی که پلیس نامه‌هایی را بدست آورد که دوست پسرش میلینکو کویتکوویچ، داوطلب تیپ‌های بین‌المللی از اسپانیا برای او فرستاده بود. به دلیل آن نامه‌ها، گرلیچ با محرومیت دادگاه از ادامه تحصیل در قلمرو پادشاهی یوگسلاوی جریمه شد. وی در سال ۱۹۳۸ با خانواده اش به زاگرب نقل مکان کرد. او در زاگرب یک دوره تندنویسی را گذراند و سرانجام و به راحتی به عنوان منشی در چندین شرکت خصوصی استخدام شد.

## جنگ جهانی دوم
در آوریل ۱۹۴۰، گرلیچ با رودولف دومانی، برادر رابرت دومانی ازدواج کرد که از او تنها دخترش به نام وسنا دومانی هاردی در می ۱۹۴۱ به دنیا آمد. شوهرش رودولف در سپتامبر ۱۹۴۱ توسط اوستاشه به عنوان گروگان کشته شد. در این میان، سایر اعضای خانواده حق خود را برای داشتن آپارتمان در مرکز زاگرب از دست دادند، بنابراین به همراه دختر، مادر، مادربزرگش ترزا کوهن و والدین شوهر مرحومش، گرلیچ در آپارتمان پسر عموی شوهرش، آنتونیا اشپیکنر، نقل مکان کرد. در فوریه ۱۹۴۲، اوستاشه به تبعید یهودیان باقی مانده در زاگرب اقدام کرد و تنها گرلیچ، دختر و مادرش توانستند خود را از تبعید نجات دهند. گرلیچ به زودی به پارتیزان‌ها پیوست و برای روزنامه شورای دولتی ضد فاشیست برای آزادی ملی کرواسی مقاله نوشت. در آن زمان از جنگ، اتو و روژا فوکس از دخترش مراقبت کردند. مادر گرلیچ نیز به پارتیزان‌ها پیوست و در عملیات سه‌گانه در سال ۱۹۴۲ کشته شد. بقیه اعضای خانواده وی از جمله پدرش در جریان هولوکاست در دولت مستقل کرواسی از بین رفتند. تنها گرلیچ، عمویش موشه ایزرائیل و دخترش از هولوکاست جان سالم به در بردند. در سال ۱۹۴۵، گرلیچ به زاگرب بازگشت تا به دخترش که در آن زمان ۴ ساله بود، بپیوندد.

## دوران پس از جنگ
از سال ۱۹۴۵ تا ۱۹۴۹، گرلیچ با بسیاری از روزنامه‌ها کار کرد. به مدت سه سال، گرلیچ به عنوان دشمن سیاسی جمهوری فدرال سوسیالیستی یوگسلاوی در زندان گلی اوتوک زندانی بود. گرلیچ همچنین به عنوان مترجم آلمانی و مجاری کار می‌کرد. در سال ۱۹۹۸، گرلیچ داستان زندگی‌نامه‌ای حافظه را دربارهٔ زندگی خود قبل و بعد از جنگ به عنوان چپ‌گرا منتشر کرد. حافظه همچنین به زبان مجاری و زبان ایتالیایی منتشر شد. شوهر دوم او دانکو گرلیچ، اومانیست و فیلسوف مارکسیست زاگرب بود که از او تنها پسری به نام رایکو گرلیچ داشت. در سال ۲۰۰۲، گرلیچ کتاب مسافری به کراکوف و داستان‌های دیگر را منتشر کرد. گرلیچ در ۳۱ ژوئیه ۲۰۰۸ در زاگرب درگذشت و در قبرستان میروگوج به خاک سپرده شد.

## آثار منتشر شده
- حافظه ۱۹۹۸
- مسافری به کراکوف و داستان‌های دیگر ۲۰۰۲